# Hans van Helden
Hans van Helden (* 27. April 1948 in Almkerk, Noord-Brabant) ist ein ehemaliger niederländisch-französischer Eisschnellläufer.
Van Helden errang bei den Eisschnelllauf-Mehrkampfeuropameisterschaften 1973 im französischen Grenoble sowie 1974 in Eskilstuna, Schweden, seine ersten internationalen Medaillen – Silber und Bronze im Großen Vierkampf. Sein erfolgreichstes Jahr war 1976, als er bei den Olympischen Winterspielen im österreichischen Innsbruck über 1500, 5000 und 10.000 m jeweils eine Bronzemedaille erlaufen konnte. Die Eisschnelllauf-Mehrkampfweltmeisterschaft 1976 in Heerenveen, Niederlande beendete er ebenfalls mit dem Gewinn von Bronze, nachdem er über 5000 m die Bestzeit gelaufen war. Die Sprint-WM beendete er als Vierter. Zusätzlich stellte er über 1500 und 5000 m in dieser Saison zwei neue Weltrekorde auf.
Nachdem van Helden sich 1980 nicht für die Olympischen Winterspiele in Lake Placid, USA, qualifizieren konnte, entschied er sich, zukünftig für Frankreich anzutreten. Durch seine Hochzeit mit der französischen Eisschnellläuferin Marie-France van Helden (geb. Vivès) hatte er die benötigte Staatsbürgerschaft erhalten.
Sowohl 1984 in Sarajevo, Jugoslawien als auch 1988 im kanadischen Calgary nahm van Helden an den Olympischen Winterspielen teil. Sein bestes Ergebnis war dabei ein vierter Platz über 1500 m in Sarajevo. Er konnte zwar nicht mehr an seine früheren Leistungen anknüpfen, erreichte aber trotzdem bei den Mehrkampfeuropameisterschaften 1984 in Alma-Ata, Sowjetunion über die 1500 m Platz eins in der Einzelwertung. In der Gesamtwertung wurde er Sechster. 1988 an gleicher Stelle wurde er Dritter über die 10.000 m bei den Mehrkampfweltmeisterschaften; den großen Vierkampf beendete er als Achter.
Auf Grund der Olympischen Winterspiele 1992 im französischen Albertville startete van Helden einen Comeback-Versuch, konnte sich aber in der Qualifikation nicht durchsetzen und beendete anschließend seine Karriere.

## Persönliche Bestzeiten
| Strecke  | Zeit         | Datum            | Ort     |
| -------- | ------------ | ---------------- | ------- |
| 500 m    | 39,00 s      | 4. Januar 1986   | Davos   |
| 1000 m   | 01:16,32 min | 13. Februar 1988 | Calgary |
| 1500 m   | 01:55,61 min | 13. März 1976    | Inzell  |
| 3000 m   | 04:08,11 min | 8. März 1984     | Inzell  |
| 5000 m   | 06:57,69 min | 13. Februar 1988 | Calgary |
| 10.000 m | 14:34,84 min | 13. Februar 1988 | Calgary |